# リトルフォレストフェロォ
リトルフォレストフェロォ（ラテン文字表記：Littleforestfellow）は、日本のサンリオによるキャラクター群。同じくサンリオキャラクターのメロディ（マイメロディ）のはとことして開発された男の子。愛称は「めろぉ」。

## 来歴
2015年にキャラクター開発。2016年2月13日、バンプレストよりぬいぐるみ（プライズアイテム）として初商品化。
元々はサンリオとバンプレストの打ち合わせ中に「ゆるい困り顔の新しいキャラクターが見てみたい」という雑談の中から生まれ、両者の中でキャラクターやストーリーが生まれた。共同制作ではあるが、サンリオ側でもマイメロディの新キャラクターとして展開するためバンプレスト以外のライセンシーにも提供されている。
2016年にメロディとの出会いを描いたアニメーションをサンリオ公式YouTubeチャンネルで公開。2018年9月現在３本の動画が公式チャンネルにて公開されている。
2017年3月1日から5月28日まで、KIT BOX-KOTOBUKIYA CAFE & DINER(コトブキヤ立川本店内)でコラボカフェ「リトルフォレストフェロォ～森のお茶会へようこそ～」を期間限定で開催。
2017年4月2日より、デジタルラジオ放送TS ONEにて「めろぉのフレンズソング」(後述)のパーソナリティを担当。
2017年6月24日には、サンリオピューロランドで初イベント「めろぉスペシャルステージ～めろぉのフレンズソング～」を開催。
2018年6月11日から6月30日まで、サンリオピューロランドで「めろぉWeek」を開催。期間中は自身初のパーティー「めろめろ★プチパーティ～めろぉのバースデーもお祝いしましょ♪～」も実施された。
メロディ達マリーランドの住人とは別シリーズとしてキャラクター展開をしているため、一緒のキャラクターグッズなどは発売されていない。
2018年9月現在公式Twitterアカウントは存在していないが、稀にメロディの公式アカウントに登場することがある。
2024年3月1日にサンリオピューロランド公式サイトにて、リトルフォレストフェロォを含む16キャラクターのキャラクターページの公開終了を発表。

## プロフィール
以下のプロフィールはメロディが教えてくれたもので、どこまで合っているのかは不明とのこと。
- 本名：リトルフォレストフェロォ
- 愛称：めろぉ
- 誕生日：6月18日
  - 当初「メロディによると1月18日」とされていたが、メロディの勘違いだったことがめろぉのフレンズソング内で公表された[12]。
- 口癖：「なのです」
- 好きなもの：メロディ
- 趣味：メロディと遊ぶこと、ボタン集め
- 宝物：メロディにもらった赤いずきん
  - ずきんはお母さんにつくってもらった別の色のものをつけることもある[13]。

## 友達
メロディとははとこ同士の関係。
- くまぉ
- うりぼ
- ぴんきぃ
- はっちぃ
- かわうー
- まいみぃ
- ぴっぴぃ
- おかめさん

その他、ハローキティなどのサンリオキャラクターとも交流があることが、めろぉのフレンズソング内で語られている。

## めろぉのフレンズソング
2017年4月2日から2019年6月30日まで、TS ONEにてめろぉのフレンズソングが放送されていた。
めろぉがパーソナリティを担当し、毎週サンリオキャラクターやリスナーからのメッセージやリクエスト曲を放送している他、番組後半ではサンリオの新商品やイベントなどの紹介もしている。
リスナーからのリクエストやお悩み相談など、リスナーとの交流も可能とした番組となっている。

### 放送時間
- 本放送
  - 日曜日 9:30 - 10:00
- リピート放送
  - 2019年4月 - 2019年6月
    - 日曜日 14:30 - 15:00、月曜日 8:00 - 8:30、水曜日 16:00 - 16:30、木曜日 23:30 - 24:00、金曜日 16:30 - 17:00

  - 2018年4月 - 2019年３月
    - 日曜日 14:30 - 15:00、月曜日 8:00 - 8:30、水曜日 16:00 - 16:30、木曜日 21:30 - 22:00、金曜日 17:30 - 18:00

  - 2017年10月 - 2018年3月
    - 日曜日 14:30 - 15:00、月曜日 8:00 - 8:30、水曜日 16:30 - 17:00、木曜日 21:00 - 21:30

  - 2017年4月 - 2017年9月
    - 水曜日 16:30 - 17:00

## サンリオキャラクター大賞の順位
『いちご新聞』の読者投票企画「サンリオキャラクター大賞」では第32回（2017年）の19位が歴代最高である。
いちご新聞2016年5月号にて実施の第1回いちご新聞サブキャラコンテストに、メロディのお友達として参加、10位にランクインした。なお、2019年（第4回）サブキャラコンテストで行われた第1回〜第3回の上位20キャラクター同士で全60キャラクターの決選投票は、2017年よりキャラクター大賞本戦に参加のためノミネートしていない。
2017年の第32回サンリオキャラクター大賞本戦に初参加。総合順位で19位にランクインした他、新人賞に輝いた。また、いちご新聞ランキングでも100キャラクター中20位とトップ20圏内にランクインした。なお、第2回（2017年）のサブキャラコンテストではめろぉの友達の「かわうー」がノミネートされ、36位にランクインした。
2020年の第35回サンリオキャラクター大賞では総合順位は過去最下位の37位であったが、いちご新聞ランキングでは80キャラクター中20位と、二度目のトップ20圏内にランクインされている。なお、第5回（2020年）サブキャラコンテストではめろぉの友達の「くまぉ」がノミネートし、37位にランクインした。
- 2017年サンリオキャラクター大賞19位（いちご新聞ランキング20位[18]）。
- 2018年サンリオキャラクター大賞27位（いちご新聞ランキング21位[22]）。
- 2019年サンリオキャラクター大賞25位（いちご新聞ランキング32位[23]）。
- 2020年サンリオキャラクター大賞37位（いちご新聞ランキング20位[20]）。
- 2021年サンリオキャラクター大賞28位
- 2022年サンリオキャラクター大賞31位
- 2023年サンリオキャラクター大賞40位
- 2024年サンリオキャラクター大賞39位（サンちゅっ賞）